# Dear Love: A Beautiful Discord
Dear Love: A Beautiful Discord es el álbum debut de la banda de metalcore y deathcore en ese entonces The Devil Wears Prada, el álbum fue lanzado el 22 de agosto de 2006 por Rise Records. El álbum incluye versiones regrabadas de canciones del álbum Patterns of a Horizon, junto con dos temas originales, "Texas Is South" y "Dogs Can Grow Beards All Over". Dos de las once canciones son instrumentales ("The Ascent" y "Redemption"). La canción "Salvation" (una canción instrumental, original de Patterns of a Horizon) ha añadido voces al final de la canción con Cole Wallace del grupo Gwen Stacy.

## Lista de canciones
Todas las letras escritas por Mike Hranica, toda la música compuesta por The Devil Wears Prada. 
| N.º   | Título                                 | Duración |  |
| 1.    | «The Ascent»                           | 1:10     |  |
| 2.    | «Gauntlet of Solitude»                 | 2:42     |  |
| 3.    | «Dogs Can Grow Beards All Over»        | 3:29     |  |
| 4.    | «And the Sentence Trails Off...»       | 4:13     |  |
| 5.    | «Rosemary Had an Accident»             | 5:10     |  |
| 6.    | «Redemption»                           | 0:52     |  |
| 7.    | «Swords, Dragons, and Diet Coke»       | 4:06     |  |
| 8.    | «Who Speaks Spanish? Colon Quesadilla» | 3:58     |  |
| 9.    | «Texas Is South»                       | 6:08     |  |
| 10.   | «Modeify the Pronunciation»            | 4:35     |  |
| 11.   | «Salvation»                            | 3:36     |  |
| 39:55 |                                        |          |  |

## Créditos
The Devil Wears Prada
- Mike Hranica - voz
- Jeremy DePoyster - guitarra rítmica, voz
- Andy Trick - bajo
- Chris Rubey - guitarra
- Daniel Williams - batería
- James Baney - teclados, sintetizador, piano

Producción
- Kris Crummett – mastering
- Joey Sturgis – productor, ingeniero, mezclador
- Brad Filip – diseño

- Datos: Q5246896